# Hôtel de Raville
Pour les articles homonymes, voir Raville.
L'hôtel de Raville est un ancien hôtel particulier de la commune française de Thionville, dans le département de la Moselle.

## Histoire
Cet hôtel fait l’objet d’une inscription partielle au titre des monuments historiques depuis le 27 mai 1980,.
Les familles nobles ayant été autorisées à se construire une demeure à l’intérieur du château, les capitaines châtelains de la ville (famille de Raville du milieu du XVe siècle, à la fin du XVIe siècle, se font construire un premier hôtel dès la fin du XIVe siècle (vestiges). Ce dernier est fortement remanié dans la 2e moitié du XVe siècle. Les travaux de remparage, côté Moselle, en 1542 ont entraîné la destruction d’une grange et une nouvelle campagne de travaux à l’initiative de Bernard de Raville (par exemple, la réfection de la porte de la tour. Contrairement à l’opinion la plus répandue, la partie gauche de l’hôtel semble contemporaine du reste mais fortement remaniée au XVIIIe siècle. Le bâtiment ayant encore été « restauré » à l’époque allemande, il est difficile d’en comprendre toutes les étapes. Les dispositions intérieures ne sont plus lisibles à la suite de la transformation en bureaux. La tour polygonale en encorbellement de la fin du XVe siècle, constitue un modèle très rare en Lorraine, apparemment importé des Flandres.